# Industrirobot

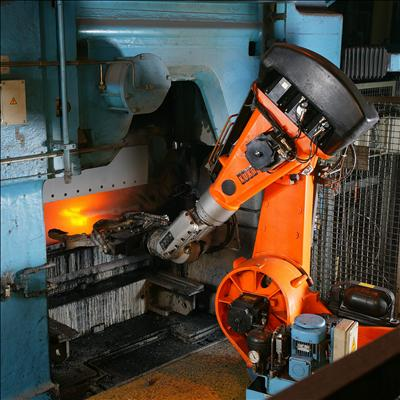
En industrirobot

En industrirobot är en robot som används inom industrin. Industrirobotar tillverkas bl.a. av ABB, FANUC, IGM, KUKA, Yaskawa Motoman och Kawasaki Heavy Industries.

## Arbetssätt
Roboten har en viss rörlighet, för varje arbetsstycke den ska arbeta med, förses roboten med ett passande verktyg. En robot som används för att flytta en del till en mobiltelefon, måste alltså delvis byggas om och programmeras om när den ska flytta en annan bit.

## Industrirobotens verktyg
Några exempel på verktyg för Industrirobotar:
- Parallellgripdon, gripdon med normalt 2 fingrar som rör sig parallellt inbördes. Kan gripa invändigt genom att öppna sig, och kan gripa om något genom att sluta sig.

- Nålgripdon, ett gripdon med nålar som kan skjutas ut, för att ta tag i något, och som kan dras in igen för att släppa taget. Nålgripdon används för att flytta exempelvis textilier eller skummade plaster.

- Sugkoppar som lyfter arbetsstycken med hjälp av vakuum, kräver släta ytor.

- Elektromagneter för att lyfta metalliska arbetsstycken.

## Programmering
Vid programmering av robotrörelser anges robotens förflyttning till olika punkter i ett tredimensionellt koordinatsystem, men detta beror helt på vad det är för robot, till exempel kan en robot ha helt andra funktioner än att röra sig i en 3d-värld. Koordinataxlarna brukar betecknas X, Y och Z och finns sex elementära rörelser i ett sådant koordinatsystem:
- translation (rätlinjig rörelse) längs X, Y eller Z
- rotation kring X, Y eller Z

Beroende på hur robotens manipulator är konstruerad kan den utföra några eller alla dessa rörelser. Detta antal möjliga rörelser kallas frihetsgrader. En robot med sex frihetsgrader kan utföra alla rörelserna. En robot som bara kan utföra de tre rätlinjiga rörelserna har tre frihetsgrader.
För att programmera en industrirobot finns två huvudsakliga metoder:
- Onlineprogrammering, man kör/"jogar" roboten till olika positioner och sparar dessa. Dessa "spelas" sedan upp, vilket är programmet.
- Offlineprogrammering (OLP), där man använder sig av ett externt program i en vanlig dator vilken inte är kopplat till roboten för att med "skriven" kod programmera in koordinaterna och rörelsemönster. I OLP finns huvudsakligen två inriktningar på program och hur man programmerar. Den första och äldsta varianten som kräver stor programmeringskunskap är en "enkel" redigering där man skriver in kod för hand. Den andra och modernare använder sig av en 3D-miljö där man modellerar upp hela robotcellen. I den virtuella miljön kan man sedan styra/programmera roboten genom att "köra" roboten till olika positioner och lagra dessa och även genom att skriva kod. Den kod man då får fram kan sedan laddas ned till en fysisk robot.

Det senare alternativet går hand i hand med robotsimulering och konceptet går bl.a. under benämningen CAR, "computer aided robotics".

### Tool center point
Tool Center Point (TCP) är den punkt på en industrirobot som inte rör sig när man roterar verktyget och som programmeraren har som spatial nollpunkt och referenspunkt vid programmeringen. I regel är TCP belägen på en fysisk punkt på verktyget, till exempel i ändan på ett svetsmunstycke, men kan även vara belägen på ett visst avstånd från verktyget. En robot har typiskt flera TCP, exempelvis för olika verktyg, men bara en TCP kan vara aktiv vid en viss tidpunkt.

## Fördelar med industrirobotar
- Arbetsmiljön för människan blir bättre, eftersom roboten kan utföra tunga, monotona och farliga arbetsuppgifter
- Kvaliteten på det som produceras ökar och kassationen minskar, eftersom roboten utför en process på exakt samma sätt varje gång
- Eftersom robotar är flexibla och omprogrammeringsbara, ökar möjligheten att ändra produktionen
- Effektivare produktion till lägre kostnad
- Ökad användning av automatiserade robotar kan minska antalet anställda inom industrin.